# قائمة أكثر ألعاب إكس بوكس 360 مبيعا

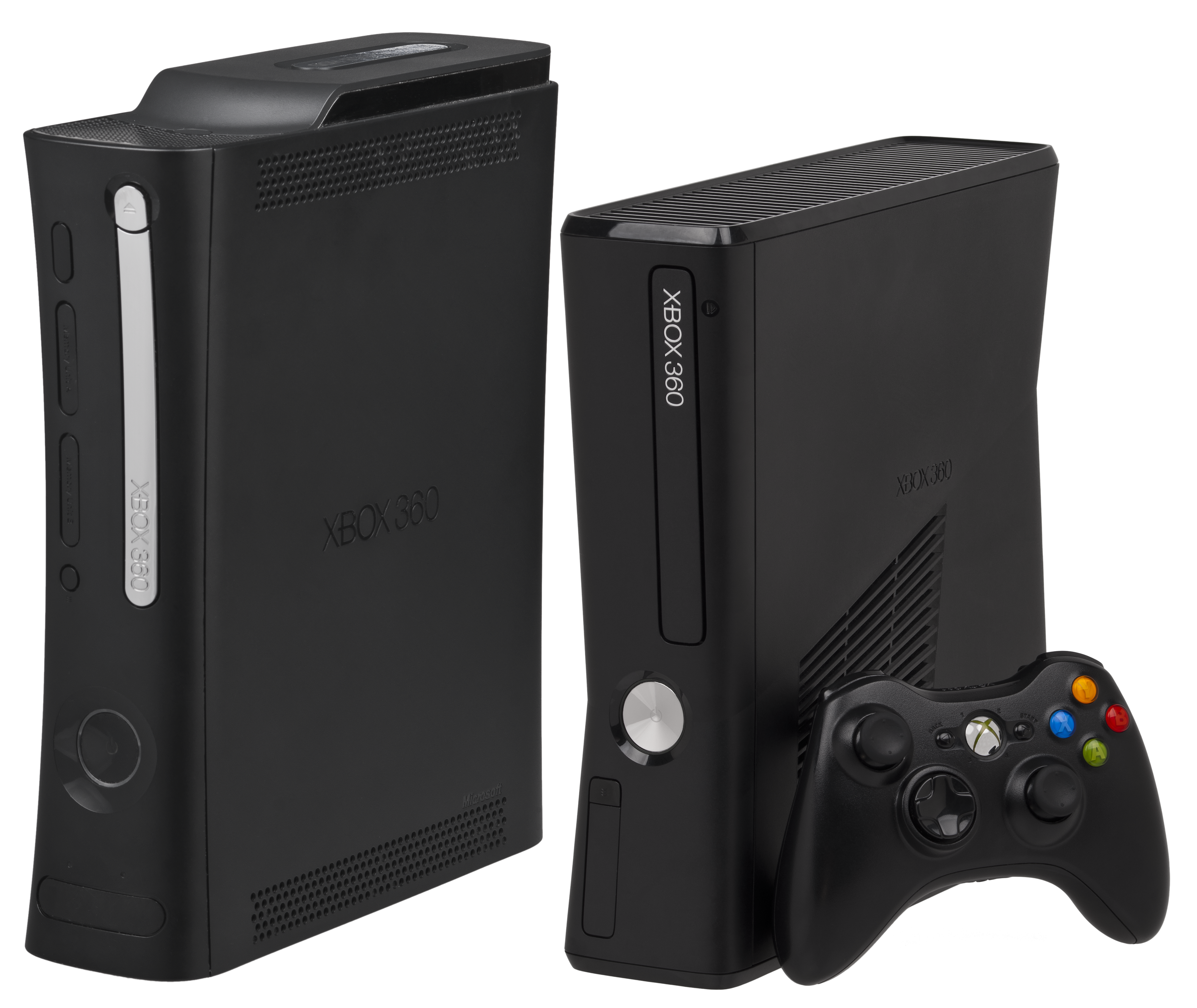
إكس بوكس 360

هذه قائمة ألعاب فيديو إكس بوكس 360 الأكثر مبيعًا والتي قد باعت أو صدرت أكثر من مليون نسخة، مرتبة حسب عدد النسخ المباعة. بعض هذه الألعاب قد صدر لمنصات أخرى ولكن هذه القائمة تحصر مبيعات إكس بوكس 360 فقط. هناك أيضًا ألعاب لم تضمن في القائمة لبيعها حزمًا مع الكنيكت.

## قائمة الألعاب
| العنوان                                  | النسخ المباعة                                                  | توقف المبيعات | تاريخ الإصدار                                                               |
| ---------------------------------------- | -------------------------------------------------------------- | --- | --------------------------------------------------------------------------- |
| كنيكت أدفنتشرز!                          | 24 مليون[أ]                                                    | — | نوفمبر 2010                                                                 |
| سرقة السيارات الكبرى 5                   | 17.79 مليون                                                    | — | 17 سبتمبر 2013                                                              |
| هيلو 3                                   | 14.5 مليون                                                     | — | سبتمبر 2007                                                                 |
| ماين كرافت: نسخة إكس بوكس 360            | 13 مليون[ج]                                                    | — | 9 مايو 2012                                                                 |
| نداء الواجب: العمليات السوداء            | 12 مليون                                                       | — | 9 نوفمبر 2010                                                               |
| هيلو 4                                   | 9.41 ملايين                                                    | - 6.44 ملايين في الولايات المتحدة - 2.22 ملايين في المملكة المتحدة - 0.04 مليون من اليابان - 0.70 مليون في مناطق أخرى                         | نوفمبر 2012                                                                 |
| نداء الواجب: الحرب الحديثة 2             | 7.562 ملايين                                                   | - 6.471 ملايين في الولايات المتحدة[بحاجة لمصدر] - مليون في المملكة المتحدة - 87,374 + 3,944 اللعبة الأفضل في اليابان                          | 10 نوفمبر 2009                                                              |
| معدات الحرب                              | 5 ملايين[ب]                                                    | — | نوفمبر 2006                                                                 |
| معدات الحرب 2                            | 5 ملايين                                                       | — | 7 نوفمبر 2008                                                               |
| هيلو: ريتش                               | 4.79 ملايين                                                    | - 5.74 ملايين في أمريكا الشمالية - 53,126 في اليابان                                                                                          | 14 سبتمبر 2010                                                              |
| الرجل الوطواط: مدينة أركام               | 4.6 ملايين                                                     | | 18 أكتوبر 2011                                                              |
| سرقة السيارات الكبرى 4                   | 4.362 ملايين                                                   | - 3.29 ملايين في الولايات المتحدة - مليون في المملكة المتحدة - 65,486 + 6,453 نسخة بلاتينيوم في اليابان                                       | 29 أبريل 2008                                                               |
| نداء الواجب 4: الحرب الحديثة             | 4.211 ملايين                                                   | - 3.04 ملايين في الولايات المتحدة - 78,000 في كندا - 54,742 + 39,222 تجميعة البلاتينيوم "الأفضل" في اليابان - مليون في المملكة المتحدة        | 5 نوفمبر 2007                                                               |
| خرافة 2                                  | 3.5 ملايين                                                     | — | أكتوبر 2008                                                                 |
| نداء الواجب: العالم في حرب               | 3.35 ملايين                                                    | - 2.75 ملايين في الولايات المتحدة - 600,000 في المملكة المتحدة                                                                                | نوفمبر 2008                                                                 |
| معدات الحرب 3                            | 3 ملايين                                                       | — | سبتمبر 2011                                                                 |
| هيلو 3: أو دي إس تي                      | 3 ملايين                                                       | — | 25 سبتمبر 2007                                                              |
| كنكت سبورتس                              | 3 ملايين                                                       | — | 4 نوفمبر 2010                                                               |
| ساحة المعركة 3                           | 2.73 ملايين[بحاجة لمصدر]                                       | - 1.63 مليون في الولايات المتحدة - 730,000 في أوروبا - 14,000 في اليابان                                                                      | أكتوبر 2011                                                                 |
| فورزا موتورسبورت 2                       | 2.674 ملايين                                                   | - 2.23 ملايين في الولايات المتحدة - 31,255 + 100,591 تجميعة بلاتينيوم في اليابان - 12,600 في كندا - 300,000 في المملكة المتحدة                | أ.ش: 29 مايو 2007 أور: 8 يونيو 2007                                         |
| عقيدة الاغتيالي                          | 2.585 ملايين                                                   | - 1.87 مليون في الولايات المتحدة - 60,000 في كندا - 55,261 في اليابان - 600,000 في المملكة المتحدة                                            | نوفمبر 2007                                                                 |
| دانس سنترال                              | 2.5 ملايين                                                     | — | نوفمبر 2010                                                                 |
| مارفل: ألتيميت ألاينس                    | 2.08 ملايين                                                    | — | أ.ش: 24 أكتوبر 2006 أور: 27 أكتوبر 2006 أس: 1 نوفمبر 2006                   |
| أونو                                     | 2.068 ملايين[ج]                                                | — | 9 مايو 2006                                                                 |
| ديد ريسنج                                | مليونان                                                        | — | أ.ش: 8 أغسطس 2006 أور: 8 سبتمبر 2006 أس: 14 سبتمبر 2006 ياب: 28 سبتمبر 2006 |
| فورزا موتورسبورت 3                       | مليونان                                                        | — | أكتوبر 2009                                                                 |
| غيتار هيرو 2                             | مليونان                                                        | — | 4 نوفمبر 2010                                                               |
| سانتس راو                                | مليونان                                                        | — | أ.ش: 29 أغسطس 2006 أور: 31 أغسطس 2006 أس: 1 سبتمبر 2006                     |
| عقيدة الاغتيالي 2                        | 1.917 مليون                                                    | - 1.577 مليون في الولايات المتحدة - 40,837 في اليابان - 300,000 في المملكة المتحدة                                                            | نوفمبر 2009                                                                 |
| ذا إيلدر سكرولز 4: أبلفيان               | 1.872 مليون                                                    | - 1.49 مليون في الولايات المتحدة - 72,274 + 10,025 نسخة لعبة العام في اليابان - 300,000 في المملكة المتحدة                                    | مارس 2006                                                                   |
| مادن إن إف إل 09                         | 1.87 مليون في الولايات المتحدة                                 | — | أغسطس 2008                                                                  |
| ريد ديد ريدمبشن                          | 1.865 مليون                                                    | - 1.528 مليون في الولايات المتحدة - 300,000 في المملكة المتحدة - 37,984 في اليابان                                                            | مايو 2010                                                                   |
| روك باند                                 | 1.75 مليون                                                     | - 1.65 مليون في الولايات المتحدة - 100,000 في المملكة المتحدة                                                                                 | أ.ش: 20 نوفمبر 2007 أور: 23 مايو 2008 أس: 7 نوفمبر 2008                     |
| مادن إن إف إل 07                         | 1.72 مليون في الولايات المتحدة                                 | — | سبتمبر 2006                                                                 |
| غيتار هيرو 3: ليجيندز أوف روك            | 1.652 مليون                                                    | - 1.32 مليون في الولايات المتحدة - 32,000 في كندا - 300,000 في المملكة المتحدة                                                                | أكتوبر 2007                                                                 |
| التأثير الشامل 2                         | 1.6 مليون مبيعات، مليونان صادرات؛ من ضمنهم نسخة الحاسوب الشخصي | — | يناير 2010                                                                  |
| التأثير الشامل                           | 1.6 مليون                                                      | — | نوفمبر 2007                                                                 |
| توم كلانسيز رينبو سكس: فيغاس             | 1.591 مليون                                                    | - 1.27 مليون في الولايات المتحدة - 18,592 + 2,731 نسخة البلاتينيوم هيت في اليابان - 300,000 في المملكة المتحدة                                | أ.ش: 22 نوفمبر 2006 أور: 1 ديسمبر 2006                                      |
| نداء الواجب 3                            | 1.534 مليون                                                    | - 1.22 مليون في الولايات المتحدة - 14,194 في اليابان - 300,000 في المملكة المتحدة                                                             | نوفمبر 2006                                                                 |
| فول أوت 3                                | 1.51 مليون                                                     | - 1.14 مليون في أمريكا الشمالية - 63,548 نسخة اعتيادية و6,681 نسخة لعبة العام و4,262 نسخة البلاتينيوم في اليابان - 300,000 في المملكة المتحدة | أكتوبر 2008                                                                 |
| مادن إن إف إل 08                         | 1.5مليون في الولايات المتحدة                                   | — | أغسطس 2007                                                                  |
| بايوشوك                                  | 1.5 مليون                                                      | — | أغسطس 2007                                                                  |
| كراكداون                                 | 1.5 مليون                                                      | — | فبراير 2007                                                                 |
| الكوكب المفقود: ظرف قاسٍ                  | 1.6 مليون                                                      | — | ياب: 21 ديسمبر 2006 ح.ع: 12 يناير 2007                                      |
| الظلام الكامل صفر                        | 1.5 مليون                                                      | — | أ.ش: 22 نوفمبر 2005 أور: 2 ديسمبر 2005                                      |
| الشر المقيم 5                            | 1.423 مليون                                                    | - 1.06 مليون في الولايات المتحدة - 123,817 في اليابان - 200,000 في المملكة المتحدة، - 40,135 في فرنسا                                         | مارس 2009                                                                   |
| توم كلانسز جوست ريكون أدفانسد وورفايتر   | 1.41مليون                                                      | - 1.2 مليون في الولايات المتحدة - 8,903 + 1,622 نسخة تجميعة البلاتينيوم في اليابان - 200,000 في المملكة المتحدة                               | مارس 2006                                                                   |
| نداء الواجب 2                            | 1.4 مليون                                                      | — | أ.ش: 22 نوفمبر 2005 أور: 2 ديسمبر 2005                                      |
| فايت نايت راوند                          | 1.29 مليون                                                     | - 1.19 مليون في الولايات المتحدة - 100,000 في المملكة المتحدة - 1,132 في اليابان                                                              | فبراير 2006                                                                 |
| ترايلز إتش دي[ج]                         | 1.29 مليون                                                     | — | 12 أغسطس 2009                                                               |
| يو إف سي 2009 أنديسبيوتد                 | 1.23 مليون                                                     | - 1.03 مليون في الولايات المتحدة - 200,000 في المملكة المتحدة                                                                                 | مايو 2009                                                                   |
| غيتار هيرو وورلد تور                     | 1.124 مليون                                                    | - 924,000 في الولايات المتحدة - 200,000 في المملكة المتحدة                                                                                    | أ.ش: 26 أكتوبر 2008 أور: 7 نوفمبر 2008 أس: 12 نوفمبر 2008                   |
| حرب النجوم: القوة المتحررة               | 1.123 مليون                                                    | - 923,000 في الولايات المتحدة - 200,000 في المملكة المتحدة                                                                                    | سبتمبر 2008                                                                 |
| ساحة المعركة: الرفقة السيئة              | 1.05 مليون                                                     | - 825,500 في الولايات المتحدة - 24,539 في اليابان - 200,000 في المملكة المتحدة                                                                | مارس 2010                                                                   |
| روك باند 2                               | 1.02 مليون في الولايات المتحدة                                 | — | أ.ش: 14 سبتمبر 2008 أور: 21 نوفمبر 2008                                     |
| ميت أم حي 4                              | مليون                                                          | — | ديسمبر 2005                                                                 |
| هيلو وورز                                | مليون                                                          | — | فبراير 2009                                                                 |
| لفت 4 ديد                                | مليون                                                          | — | نوفمبر 2008                                                                 |
| نينجا غايدن 2                            | مليون                                                          | — | يونيو 2008                                                                  |
| ذا أورانج بوكس                           | مليون                                                          | — | أكتوبر 2007                                                                 |
| توم كلانسز جوست ريكون أدفانسد وورفايتر 2 | مليون                                                          | — | مارس 2007                                                                   |
| فيفا بينياتا                             | مليون                                                          | — | نوفمبر 2006                                                                 |

- ^أ: ابتداءً من 12 فبراير 2013، مستشعر كنيكت قد باع 24 مليون وحدة، [2] each of والذي كان في حزمة مع نسخة من كنكت أدفينشرز.
- ^ب: جيرز أوف وور قد تتضمن نسخة الحاسوب الشخصي
- ^ج: لعبة إكس بوكس لايف آركيد

جميع ألعاب إكس بوكس 360 قد باعت 353.8 مليون نسخة ابتداءً من ديسمبر 2009.